# Corytoplectus pulcher
Corytoplectus pulcher là một loài thực vật có hoa trong họ Tai voi. Loài này được (N.E.Br.) Wiehler mô tả khoa học đầu tiên năm 1978.